# Fryderyk Erdmann z Anhaltu-Köthen
Fryderyk Erdmann z Anhaltu-Köthen herbu własnego (ur. 27 października 1731 w Köthen, zm. 12 grudnia 1797 w Pszczynie) – książę Anhaltu-Köthen 1755–1797, książę pszczyński w latach 1765–1797, budowniczy pierwszych na Górnym Śląsku kopalń węgla kamiennego, hut szkła i cynku oraz manufaktury sukienniczej w Pszczynie.
Był synem księcia Anhaltu-Köthen Augusta Ludwika i jego drugiej żony księżnej Krystyny Joanny Emilii.
Walczył w armiach pruskiej i francuskiej. W czasie wojny siedmioletniej, będąc w wojsku francuskim, zyskał uznanie króla Ludwika XV i tytuł generała. W 1765 stał się panem księstwa pszczyńskiego, otrzymując je na własność od swego wuja Jana Erdmanna von Promnitza. Przebudował zamek w Pszczynie nadając mu charakter barokowej siedziby rodowej. Doprowadził swe dobra do wielkiego rozkwitu.
W 1784 roku otrzymał indygenat od króla Stanisława Augusta.
Utrzymywał kontakty z władcami europejskimi: Ludwikiem XV, Katarzyną II i Fryderykiem Wilhelmem II. Tego ostatniego gościł w swym zamku w Pszczynie.
W 1758 odznaczony Orderem Orła Białego.
Fryderyk Erdmann Anhalt-Köthen został po śmierci pochowany w Pszczynie. Ok. 1820 r. jego szczątki przeniesiono do urządzonej w tym czasie przez jego syna, Henryka Anhalta, nekropolii rodzinnej w pszczyńskim Parku Zamkowym.